# Aerolíneas federales (álbum)
Aerolíneas federales es el primer álbum de estudio de la banda viguesa de nombre homónimo.
Publicado en 1986 por la discográfica DRO, en el mismo la banda mezcla una gran variedad de estilos como el punk, el pop o el rock, en el que abundan además los coros femeninos y las melodías adolescentes.
El disco llegó a vender más de 25 000 copias pese a que su discográfica no le hizo una promoción demasiado elevada.

## Lista de canciones
- "No sé ligar". - 2:07
- "Soy una punk". - 2:22
- "Si mamá". - 2:41
- "Ahora soy feliz". - 3:11
- "No me beses en los labios". - 2:27
- "Gualberto (día y noche)". - 4:35
- "Sólo quiero divertirme". - 1:53
- "Vacaciones". - 1:53
- "No me gusta bailar". - 2:20
- "Rollo porno". - 2:50
- "El león de la Metro". - 1:35
- "No me gusta tu comida". - 2:05
- "Me duele la cabeza". - 2:20